# Feuermond
Die drei ??? – Feuermond ist ein 2005 erschienener Jugendkrimi von André Marx und der 125. Band der Buchreihe Die drei ??? und damit der zweite Jubiläumsband der Reihe, der aus drei Teilen besteht. 2008 erschien Feuermond zudem als 125. Hörspielfolge der gleichnamigen Hörspielserie.

## Handlung

### Das Rätsel der Meister
Auf dem Heimweg vom Kino wird Bob Andrews durch eine Explosion vom Fahrrad geworfen. Der Stadtstreicher von Rocky Beach, Rubbish-George, kann ihn in Sicherheit bringen. Es stellt sich heraus, dass das ehemalige Verwaltungsgebäude der Stadt explodierte, was das Gebäude und eine benachbarte Umspannstation zerstörte. Möglicherweise hat dies Einfluss auf die geplante 200-Jahr-Feier, die in diesem Jahr stattfinden sollte.
Die drei ??? erhalten einen anonymen Brief, in dem steht, dass der Stromausfall, der durch die explodierte Umspannstation verursacht wurde, kein Zufall war. Der Absender will sich noch am selben Tag mit den drei Detektiven am Santa-Monica-Pier treffen, es würde um „Jaccards Vermächtnis“ gehen. Da der Brief vor der Explosion geschickt wurde, beweist das, dass er kein Scherz ist. Jean Marie Jaccard war ein berühmter Künstler, der teuere Gemälde malte. Bob erhält von Justus den Auftrag, mehr über ihn herauszufinden, während Peter Rubbish-George aufsucht, der ihm gegen Bezahlung berichtet, dass er vor der Explosion eine schwarze Corvette am Tatort gesehen habe. Dieser Wagen gehört angeblich einem Mann, der „Nachtschatten“ genannt wird und für genug Geld skrupellose Dienste leistet. Rubbish-George warnt Peter vor diesem Mann, da er sehr gefährlich ist.
Als die drei ??? nachmittags am Santa-Monica-Pier ankommen, berichtet Bob, dass die Polizei inzwischen herausgefunden hat, dass die Ursache für die Explosion eine Bombe gewesen ist.
Nach einer halben Stunde Wartezeit taucht ein blonder Skater mit einem „Miller“-Tatoo auf und wirft den drei ??? ein Päckchen vor die Füße. Im besagten Päckchen befinden sich Briefe von Jaccard an seinen damaligen Freund Hernandez, der auch Künstler gewesen ist. Jaccard schrieb die Briefe kurz vor seinem Tod, weshalb sie nie besonders viel Text enthalten. In den Briefen ist die Rede von Jaccards letztem Gemälde „Feuermond“, das laut Jaccard die Wahrheit enthalten würde. Er schrieb, dass nur die klügsten an das Gemälde und sein Geheimnis herankommen würden. Außerdem sollen sich auf den Gräbern von Jaccard und Hernandez Hinweise auf das Bild befinden. Und es ist die Rede von einem „Otto“, der auf dem Weg zu Hernandez sei.
Nachdem die drei ??? die Briefe gelesen haben, taucht der blonde Skater wieder auf und entreißt Justus die Briefe wieder.
Um die Spur weiter zu verfolgen, setzen die drei die Telefonlawine in Gang, um den blonden Skater mit dem Tatoo, welches ein wichtiges Merkmal ist, ausfindig zu machen. Während die Lawine läuft, bringt Bob durch seine Mutter in Kenntnis, dass Feuermond tatsächlich unter Kunstexperten bekannt ist, aber nie gefunden wurde – es ist sozusagen ein moderner Mythos. Um mehr über Jaccards besten Freund herauszufinden, statten die drei ??? dem Hernandez-Haus in Oxnard einen Besuch ab. Dort erklärt ihnen eine Mitarbeiterin eine Kunsttechnik, die Hernandez einsetzte – die Anamorphose. Ein verzerrtes Bild, welches nur aus einem bestimmten Blickwinkel identifizierbar ist. Manche Anamorphosen können auch nur mit speziell geformten Spiegeln erkannt werden. Als sie die Mitarbeiterin allerdings auf Jaccard ansprechen, wird sie misstrauisch und beachtet die drei ??? nicht mehr. Justus verdächtigt sie jetzt.
Hernandez Grab befindet sich ebenfalls in Oxnard. Da auf den Gräbern Hinweise zu Feuermond zu finden seien, suchen die drei das Grab auf. Auf dem Grab finden sie unter den Geburts- und Sterbedaten die Aufschrift:
Hast du die Welt gesehen, dann hast du viel gesehen und kennst doch erst die halbe Wahrheit.
Durch ein Bild von Jaccards Grab finden sie heraus, dass dort ein ähnlicher Text auf Französisch geschrieben steht:
Hast du das letzte Werk gesehen, dann hast du viel gesehen und kennst doch erst die halbe Wahrheit.
Am nächsten Tag meldet sich ein Junge aus Santa Monica, er kenne den Skater mit dem Miller-Tatoo, der auch so genannt wird. Auf einer Halfpipe können die drei ihn ausfindig machen und mit einem Peilsender versehen. Millers Spur führt sie durch den Rustic Canyon bis zu einem verlassenen Haus, in dem der Auftraggeber Millers wohnt – Brittany. Die drei ??? belauschen, wie sie mit Victor Hugenay telefoniert; sie wird am nächsten Tag am Chinese Theater in Hollywood sein.
Justus lassen Hugenays Machenschaften in der Vergangenheit (siehe: Band 2 Der Super-Papagei, Band 9 Der seltsame Wecker, Band 73 Poltergeist, Band 101 Das Erbe des Meisterdiebs) keine Ruhe, weshalb er immer wieder den Zeitungsartikel über ihre einzige große Niederlage ihrer Detektivlaufbahn durchliest. Damals hatte Hugenay seinen Tod vorgetäuscht und Justus und seinen Kollegen das Versteck geraubter Gemälde verraten. Justus verliebte sich in Hugenays Handlangerin Brittany, die angeblich viel Geld für eine Behandlung aufgrund von schlimmer Krankheit brauchte – so kam das Geld fast in die Hände Hugenays, was die drei doch noch verhindern konnten. Allerdings konnte er der Polizei mal wieder entkommen. Seitdem war er verschollen.
Am nächsten Tag begeben sich die drei ??? zum Chinese Theater, wo sie beobachten, wie ein großer Mexikaner in schwarzem Mantel von Brittany etwas zugesteckt bekommt. Peter und Bob verfolgen den Mexikaner, dessen Auto eine schwarze Corvette ist, was darauf hinweist, dass er der Nachtschatten ist.
Währenddessen beschließt Justus, mit Brittany zu reden. Brittany erzählt den drei ??? ihre gesamte Lebensgeschichte. Vor einer Woche hatte Hugenay Brittany wieder angerufen und von Jaccards Vermächtnis gesprochen. Doch Brittany will ihn nun überführen und braucht dazu die drei ???, weshalb sie ihnen die Briefe zum Lesen gab. Hugenay erteilt Brittany Aufträge übers Telefon. Brittany muss Päckchen zum Nachtschatten oder zum Taxistand bringen und bekommt dort Briefe mit ihrem Geld dafür. Noch am selben Tag wird sie noch von Hugenay angerufen, sie soll wieder ein Päckchen zum Taxistand bringen.
Die drei ??? bringen in dem Päckchen einen Peilsender unter und verfolgen das Taxi. An einer roten Ampel gibt es Verkehrsprobleme, weswegen sie die Spur vorübergehend verlieren, auf dem Rückweg aber wiederfinden. Der Peilsender befindet sich mit dem Päckchen schließlich in einem einsamen Strandhaus, in welchem sich Hugenay niedergelassen hat. Justus beobachtet ihn, wird aber dabei von ihm erwischt. Da Hugenay ja von Grund auf höflich ist, tut er Justus nichts, sondern behandelt ihn wie einen Gast. Nachdem Peter und Bob die Polizei alarmiert haben, umzingeln sie Hugenay; dieser flieht aber durchs Fenster. Seine Flucht auf einem Strandbuggy missglückt, und er wird von Inspektor Cotta gefangen.

### Der Pfad der Täuschung
Hugenay befindet sich in Untersuchungshaft im Polizeipräsidium von Rocky Beach. Inspektor Cotta ist es gelungen, den Reportern klarzumachen, Hugenay wäre in einem größeren Gefängnis eingesperrt.
Justus, Peter und Bob besuchen Cotta im Präsidium, der sich seit Tagen nicht gemeldet hat. Hugenay hat Andeutungen auf ein Verbrechen gemacht, welches in naher Zukunft stattfinden und bei dem ein wertvolles Gemälde gestohlen werden soll. Abgesehen davon schwieg Hugenay und stellt die Forderung, Justus zu sprechen.
Justus wird in Hugenays Zelle gebracht, wo er schon erwartet wird. Das Gespräch wird von Cotta, Peter und Bob über Kameras mitverfolgt, was allerdings gegen Hugenays Forderungen ist. Hugenay weiß genau, dass alles mitgeschnitten wird, und spricht daher mit verschlüsselten Worten, die nur Justus, Peter und Bob verstehen. Hugenay meint, der Nachtschatten würde Feuermond stehlen. Dann redet er von einer Kindheitsfreundin, die ein Fan von Hernandez gewesen ist. Hugenay stahl ein Gemälde von Hernandez und schenkte es Julianne Wallace, seinem Schwarm, was sie so beeindruckte, dass sie selbst Gemäldediebin und eine Rivalin von Hugenay wurde. Damit meint Hugenay, dass auch Miss Wallace hinter Feuermond her ist.
Da der Nachtschatten Hugenays Komplize und Bote war, weiß er genau über dessen Pläne Bescheid und versucht, sich das Gemälde, welches Hugenay stehlen wollte, nun selbst unter den Nagel zu reißen.
Cotta meinte, in Hugenays Strandhaus sei nichts, was auf einen Diebstahl hinweisen könnte, gefunden worden, was beweist, dass das Päckchen, in dem sich der Peilsender befand, von Hugenay bei seiner Flucht auf dem Strandbuggy in den Sand geworfen wurde. Die drei ??? suchen den gesamten Strand ab, finden aber nur noch Reste des Pakets.
Also versuchen die drei, Julianne Wallace ausfindig zu machen, und finden durch Wilbur Graham ihre Adresse heraus. Justus und Peter fahren in Julianne Wallace´ Wohnort Solromar, während Bob im Hernandez-Haus weiter recherchieren will. Dort erkundigt er sich nach der Mitarbeiterin, die ihnen damals die Anamorphosen erklärt hatte. Diese Frau stellt sich als Julianne Wallace heraus.
Justus und Peter versuchen währenddessen in Solromar, wo es nur Wohnwagen gibt, in Miss Wallace´ Wohnwagen einzubrechen, lösen aber die Alarmanlage aus und fliehen. Die Besitzerin der Grundstücke erwischt sie, aber die beiden reden ihr ein, sie hätten einen Einbrecher beobachtet und verfolgt.
Im Hernandez-Haus hat Miss Wallace den Einbruch durch ein Funkgerät, welches mit der Alarmanlage verbunden ist, bemerkt und ist schon auf dem Weg nach Solromar, gefolgt von Bob. Dort angekommen, stellt sie den Alarm ab und dankt Peter und Justus für ihre Hilfe, erkennt sie aber nicht wieder. Justus hat nun den Plan, einen Wohnwagenstellplatz zu mieten, um Miss Wallace zu beschatten. Da die drei ??? aber keinen Wohnwagen besitzen, beschließt Justus, die Zentrale der drei ??? zu verwenden. Der riesige Wohnwagen muss perfekt ausgestattet werden, um für so etwas tauglich gemacht zu werden. Morton bringt die Zentrale mit dem Rolls-Royce nach Solromar, wo die drei mit dem Beschatten beginnen. In den ersten Tagen kommt bei den Beobachtungen nichts weiter heraus, als dass Miss Wallace Bücher über Jaccard und Hernandez liest. Da die Beobachtungen sie vorerst nicht weiterbringen, beschließt Bob, herauszufinden, was es mit dem rätselhaften Otto auf sich hat, der in den Briefen erwähnt wurde. Bob vermutet, dass es sich um eine Bildhau-Figur von Hernandez handelt, da Hernandez seinen Figuren Namen gab.
Justus und Peter begeben sich zum Hernandez-Haus, um es herauszufinden. Im Museum fragen sie einen Mitarbeiter, der aber angeblich nichts weiß, aber die Chefin des Museums, Mrs. Albright, meint, dass die Figur, die auf dem Platz vor dem Museum ausgestellt ist, Otto genannt wurde. Der richtige Name der Figur ist Weltenseher, da die Figur einmal einen Globus in der Hand hielt, der aber inzwischen gestohlen wurde. Von Mrs. Albright erfahren sie auch, dass der Nachtschatten sich ebenfalls am vorherigen Tag über den Weltenseher erkundigt hat.
In Solromar beobachtet Bob, wie Miss Wallace telefoniert und dann wütend zu ihm zur Zentrale kommt. Sie brüllt Bob an, sie wüsste nun, wer sie sind, und will wissen, was sie im Schilde führen. Als Bob sich dumm stellt, meint Miss Wallace, wenn die drei am nächsten Tag nicht weg sind, will sie Anzeige erstatten. Als Justus und Peter zurückkommen, reimen sie zusammen, dass der Mitarbeiter, der nichts über Otto erzählen wollte und Brandon Myers hieß, ein Komplize von Miss Wallace ist und sie per Telefon über die drei informiert hat. Unmittelbar danach trifft Brittany endlich wieder auf. Sie war untergetaucht, damit sie nicht verhaftet wird, nachdem Hugenay es wurde. Dann berichtet sie, dass sie Miller geschickt hat, um die drei bei Hugenays Überführung zu überwachen. Miller hatte sie die ganze Zeit beobachtet, als sie an Hugenays Strandhaus waren und hatte auch das Päckchen gefunden und Brittany mitgebracht.
In dem Päckchen, das Brittany mitgebracht hat, befindet sich ein Bauplan einer Villa, von der Justus vermutet, dass sich in ihr Feuermond befindet.
In der Nacht wacht Bob auf, da er auf Toilette muss, und bemerkt beim Verlassen der Zentrale eine Katastrophe: Es regnet so stark, dass die Räder der Zentrale in den Boden eingesunken sind. Die einzige Möglichkeit besteht darin, die Zentrale mit Peters MG aus dem Schlamm zu ziehen, was auch gelingt. Nachdem die Zentrale gerettet ist, bekommen die drei ??? zufällig mit, dass Miss Wallace einen Anruf von Mr. Myers erhält. Bob lauscht und erfährt, dass es um Feuermond geht. Nach dem Telefonat fährt Miss Wallace die Küstenstraße nach Malibu, die vor lauter Regen überflutet ist. In der Eile bleibt den drei ??? keine andere Wahl als mit der Zentrale an der Kupplung die Verfolgung aufzunehmen. Bei der wahrscheinlich gefährlichsten Autofahrt ihres Lebens, kommen die drei ??? fast ums Leben, denn immer wenn es bergauf geht, zieht die Zentrale das Auto wieder hinunter, und wenn es bergab geht, drückt die Zentrale den Wagen nach vorne. Als die Zentrale schließlich einem LKW und Miss Wallace Wagen ausweichen muss, knallen alle drei Fahrzeuge und die Zentrale gegen die Felswand, und Miss Wallace bekommt eine Panikattacke. Nachdem sie sich wieder beruhigt hat und die Fahrzeuge in Reparatur gebracht worden sind, bringt Miss Wallace die drei ??? zu Brandon Myers, wo sie das ganze Mysterium um Feuermond und Victor Hugenay besprechen. Hugenay und Miss Wallace waren Freunde seit ihrer Kindheit, bis Hugenay das Gemälde von Hernandez stahl. Nachdem Miss Wallace nach Amerika zog, besuchte Hugenay sie hin und wieder in seiner Meisterdieb-Laufbahn. Als Justus Miss Wallace und Mr. Myers auf Feuermond anspricht, meinen die beiden, dass es das Gemälde nie gab – sie glauben also nicht daran. Nachdem die drei ??? sich verabschiedet haben, stiehlt Justus das Funkgerät für die Alarmanlage von Miss Wallace Wohnwagen, da er vermutet, dass Miss Wallace den Globus des Weltensehers darin versteckt. Justus vermutet im stillen, dass Feuermond eine Anamorphose ist und der Globus der fehlende Spiegel dafür ist. Im Wohnwagen findet Justus allerdings keinen Globus. Außerdem sind die drei ??? fest davon überzeugt, dass Miss Wallace gelogen hat, da sie ja selbst über Feuermond sprach. An diesem Abend findet die so lange geplante 200-Jahr Feier statt. Um ihre Sorgen zu vertreiben, wollen die drei ??? sich die Lichtshow natürlich ansehen. Als sich die ganze Stadt auf den Aussichtsplattformen versammelt, hat Justus plötzlich ein merkwürdiges Gefühl, da sich alle in Spannung befinden. Als dann die legendäre Lichtshow losgeht, bringt keiner aus der Stadt ein Wort heraus vor Erstaunen. Dann sehen sie die Villa des berühmten Mr. Knox und stellen überrascht fest, dass diese die Villa aus den Bauplänen ist. Genau in diesem Moment fällt in der gesamten Umgebung der Strom aus, da die explodierte Umspannstation Schäden in den Leitungen verursacht hat. Justus, Peter und Bob haben eine böse Vorahnung und begeben sich zum Polizeipräsidium, welches über ein Notstromaggregat verfügt. Aber nur noch ein Beamter hält sich dort auf. Auf Justus Frage, ob der Stromausfall das elektronische Schloss von Hugenays Zelle beeinträchtigt hätte, antwortet dieser nervös, es sei alles so schnell gegangen. Alle Beamten, die noch im Dienst waren, waren so irritiert über den Stromausfall, dass Hugenay völlig vergessen wurde. Nach zwei Sekunden springt das Notstromaggregat an, aber die zwei Sekunden, in denen der Strom ausblieb, reichten Victor Hugenay, um das Schloss zu knacken. Da wird den drei klar, dass Hugenay die Umspannstation nur in die Luft sprengte, damit bei der 200-Jahr-Feier der Strom ausfällt. Die Feier war der perfekte Zeitpunkt, da die meisten Beamten für die Sicherheit der Lichtshow verantwortlich waren. Hugenay hat noch in dieser Nacht vor, sich zur Knox-Villa zu begeben, um Feuermond zu stehlen.

### Die Nacht der Schatten
Der Stromausfall hat Rocky Beach so dunkel gemacht, dass sie in Peters Augen eine „Geisterstadt“ geworden ist. Justus will um jeden Preis den Diebstahl von Feuermond verhindern und Hugenay aufhalten. Die drei ??? suchen auf dem Schrottplatz ihre Ausrüstung zusammen. Um seine Freunde zu täuschen, tut Justus so, als besäße er den Globus des Weltensehers, in Wirklichkeit packt er aber einen Medizinball in seinen Rucksack. Peter hat einen Schlüssel zum Boot seines Freundes Jeffrey, daher verwenden die drei es, um zur Insel zu kommen, auf der sich die Knox-Villa befindet.
Auf Knox-Island angekommen, stellen die drei ??? fest, dass die gesamte Villa von einem fünf Meter hohen, spitzen Zaun umgeben ist. Peter und Bobs Plan ist es, auf die Polizei zu warten, was für Justus unmöglich ist, da es bis dahin schon zu spät wäre. Um seine Freunde zu überzeugen, tut Justus so, als habe er Hugenay am Fenster gesehen. Nun planen die drei, wie sie in die Villa hineinkommen. Da Peter und Jeffrey oft fallschirmsurfen, befindet sich ein Fallschirm auf dem Boot. Peter schlägt vor, mit dem Boot Gas zu geben, um den Fallschirm mit ihm in die Luft zu bekommen und über den Zaun zu gleiten. Der Plan gelingt zwar, aber der Fallschirm verheddert sich, Peter verliert sein Funkgerät und landet mit dem verhedderten Fallschirm auf dem Dach der Villa.
Zu gleicher Zeit kommt der Nachtschatten mit einem schwarzen, schnellen Motorboot auf der Insel an. Mit seiner Pistole schießt er das Schloss des Tors kaputt und betritt das Grundstück.
Justus und Bob können gerade noch sehen, wie Peter auf dem Dach landet. Nachdem sie den Schuss des Nachtschatten hören, verstecken sie ihr Boot und begeben sich auf die Insel, wo sie jedoch vom Nachtschatten überrascht werden, der sie in ein Gartenhaus einsperrt. Im besagten Gartenhaus befindet sich ein Generator, der für die Stromversorgung der Villa verantwortlich ist, falls der Strom ausfallen sollte, doch es befindet sich kein Benzin in ihm, weshalb er nicht funktioniert.
Peter beobachtet alles vom Dach aus. So bemerkt er auch, dass sich ein weiteres Boot der Insel nähert, in welchem sich Brittany befindet. Als sie unter dem Dach hindurchläuft, wirft er einen Stein, um auf sich aufmerksam zu machen und deutet Brittany an, dass Justus und Bob im Generatorhaus eingesperrt sind.
Justus berichtet Bob im Generatorhaus, dass er Hugenay gar nicht am Fenster gesehen habe, woraufhin sich Bob über ihn aufregt und sagt, es ginge Justus nur darum, Hugenay zu zeigen, dass er besser im Kombinieren und Planen ist als er, was Justus bestätigt. Doch zu weiteren Auseinandersetzungen kommt es nicht, da die beiden von Brittany befreit werden. Daraufhin gehen Justus und Bob in die Villa, um Peter durch eine Luke vom Dach zu holen, aber da der Nachtschatten die Villa nach dem Gemälde durchsucht, müssen sie sich verstecken. In ihrem Versteck bemerken sie, dass alle Türen und Fenster mit Fallgittern versehen sind, die durch Bewegungsmelder aktiviert werden. Sollte jemand die Villa betreten, ohne das System abzuschalten, wird derjenige durch die Fallgitter in der Villa gefangen. Da aber der Strom ausgefallen ist, funktioniert es nicht. Wenn es den beiden aber gelingt, Benzin für den Generator aufzutreiben, könnte die „Mausefalle“ aktiviert werden und den Nachtschatten einsperren.
Peter beobachtet währenddessen vom Dach aus, wie Justus, Bob und Brittany zum Bootsanleger marschieren. Als jedoch der Nachtschatten aus der Tür tritt und die drei fast sieht, wirft Peter eine Schieferplatte vom Dach, um den Nachtschatten abzulenken. Als die Platte am Boden zerschellt, schießt der Nachtschatten ins Leere, wodurch Justus, Bob und Brittany gewarnt sind. Daraufhin bemerkt der Nachtschatten, dass Justus und Bob aus dem Generatorhaus entkommen sind. Er geht zum Anlegesteg, bemerkt Brittanys Boot und zerschmettert es mit seiner Axt. Justus, Bob und Brittany beobachten das Ganze. Als der Nachtschatten wieder verschwunden ist, gelingt es ihnen, einen Kanister zu einem Zehntel mit Benzin aus dem Tank des Bootes des Nachtschattens zu füllen; dann verstecken sie sich allerdings wieder, da Brittany meinte, der Nachtschatten würde zurückkommen, was aber nicht der Fall ist. Dann sagt sie noch, sie habe gesehen, wie jemand zwischen den Felsen herumschlich. Justus beschließt, nachzusehen, während Bob und Brittany den Generator füllen sollen. Während Bob das Benzin eingießt, steht Brittany Schmiere. Bob hört jedoch einen Schrei von ihr, sieht nach, was los ist, und findet sie nicht mehr. Durch Zeichen verständigt er Peter auf dem Dach, dieser versteht ihn aber nicht. Als Bob ins Generatorhaus zurückkommt, wird er von hinten niedergeschlagen und betäubt. Dann wird er ein weiteres Mal dort eingesperrt.
Justus sucht dabei die Person, die Brittany gesehen hat. Plötzlich hört er ein Klirren, welches den Nachtschatten nach draußen lockt. Dieser entdeckt schließlich Justus, dieser muss fliehen.
Peter gelingt es, den verhedderten Fallschirm teilweise zu entwirren und beobachtet, wie Justus vor dem Nachtschatten flieht. Dann kommt der Mond zum Vorschein sowie ein helles Segelboot, welches sich majestätisch und lautlos auf die Anlegestelle zubewegt. Der Nachtschatten, der Justus nun erwischt hat, bemerkt das Segelboot ebenfalls und lässt Justus stehen. Peter konnte das Ganze nicht mitbeobachten, da es ihm inzwischen gelungen ist, den verhedderten Fallschirm zu entwirren. Dann sieht er, wie eine große, weißgekleidete Gestalt lautlos und flink vom Anlegesteg Richtung Villa schleicht, dicht gefolgt vom Nachtschatten mit der Axt. Peter legt den Gurt an und kann unverletzt vom Dach segeln. Am Boden angekommen sieht er, wie Justus in die Villa rennt. Bevor er auf sich aufmerksam machen kann, ist Justus darin verschwunden. Dann schleicht der weißgekleidete an Peter vorbei, dabei erkannte er, dass es Hugenay war.
Bob, der inzwischen wieder erwacht ist, gelingt es, seine Fesseln zu lösen und den Generator in Gang zu bringen.
Peter folgt dem Nachtschatten in die Knox-Villa. Im Empfangsraum stößt er überrascht auf Brittany. In diesem Moment versperren die Fallgitter den Eingang und das Licht funktioniert wieder.
Justus, der im Inneren der Villa inzwischen mit Hugenay zusammengetroffen ist, wird von dem plötzlichen Licht verwirrt. Da er aber genauso wie Hugenay weiß, dass er bei einer Bewegung eingesperrt wird, erstarrt er. Hinter Hugenay hängt „Feuermond“ an der Wand. Doch sobald einer der beiden sich bewegt, würde das Fallgitter den Raum abtrennen. So fordert Justus Hugenay zu einem Gespräch auf. Seine erste Frage ist, was Hugenay mit dem Gemälde vorhat, woraufhin dieser antwortet, wenn er das Geheimnis von Feuermond kenne, würde er das nicht fragen. Der Nachtschatten schlägt sich mit seiner Axt währenddessen an den Gittern vorbei und kommt Justus und Hugenay immer näher. Nun meint Hugenay, dass er und Justus nun Verbündete und „Señor Juarez“ (Der richtige Name des Nachtschattens) der Gegner sei.
Brittany berichtet Peter inzwischen, sie sei neben dem Generatorhaus niedergeschlagen worden und sei dann abgehauen. Außerdem hat sie dort eine Flasche Chloroform gefunden.
Bob gelingt es, sich aus dem Generatorhaus zu befreien. Daraufhin ist das Benzin aus dem Generator wieder leer und der Strom fällt zum zweiten Mal aus.
Kurz bevor der Strom vollständig versiegt ist, bewegt sich Justus, damit das Gitter noch rechtzeitig zuschnappt. Doch Hugenay rollt sich im letzten Moment noch unter dem Gitter durch, bis in den Raum, in dem sich Feuermond befindet. Hugenay und Justus unterhalten sich weiter über das Gemälde; dabei sieht Justus auch, dass das Bild nicht von Jaccard, sondern von Hernandez unterschrieben ist. Hugenay klärt Justus auf: Da Jaccard für seine einzigartigen Gemälde berühmt war, hätte man es ihm nie verziehen, wenn er plötzlich auf Bildhauerei und Anamorphosen umsattelte. Daher nutzte er den Namen seines besten Freundes, der nie Künstler war, um sich auch in anderen Künsten zu versuchen. Feuermond ist der einzige Beweis dafür. Daraufhin will Hugenay zu Justus’ großer Verwunderung das Bild verbrennen. Justus schafft es, ihn zu überreden, mit ihm ein faires Spiel zu spielen: Justus hat fünf Fragen, um den Grund für die Zerstörung des Gemäldes herauszufinden. Dabei findet ein Gespräch statt, welches den Charakter des Meisterdiebs so darstellt, als wäre er das dunkle Spiegelbild von Justus.
Mit seiner letzten Frage errät Justus schließlich den Grund: Das Bild enthält Informationen, die niemand außer Hugenay wissen darf, da sie persönlich für ihn sind. In der Sekunde trifft der Nachtschatten schließlich ein und bedroht den zwischen zwei Gittern eingesperrten Justus mit seiner Pistole und befiehlt Hugenay, er soll ihm Feuermond durch das Gitter reichen. Da er nicht mit Justus´ Leben spielen will, geht er darauf ein. Doch als Justus das Gemälde dem Nachtschatten weiterreichen soll, tut er es, um Zeit zu gewinnen, nicht. Bevor Juarez Justus töten kann, kommt Peter mit dem Chloroform, das Brittany gefunden hat, und betäubt und fesselt Juarez. Bob morst währenddessen S. O. S., um Hilfe zu rufen. Dann bemerkt Peter, wie Brittany flieht. Justus meint daraufhin, Brittany habe kein Chloroform gefunden und niemand auf der Insel herumschleichen sehen, sondern habe sie von Anfang an hinters Licht geführt. Peter und Bob nehmen die Verfolgung auf, während Justus sich weiter mit Hugenay unterhält.
Peter und Bob begeben sich zum Anlegesteg und stellen fest, dass Brittany mit Jeffreys Boot flieht. Peter, der nicht weiß, dass Bob das Benzin aus Juarez´ Boot abgezapft hat, nimmt mit Bob, der versucht, es ihm zu erklären, die Verfolgung auf. Die beiden schaffen es sogar bis zu Brittany, die aber damit droht, den Rucksack mit dem Globus über Bord zu werfen. Da Peter und Bob nicht wissen, dass sich im Rucksack gar kein Globus befindet, gehen sie auf Brittanys Forderungen ein. Sie wirft den Rucksack trotzdem über Bord und steigt ins Boot des Nachtschattens. Da es aber nun kein Benzin mehr hat, können Peter und Bob sie gefangen nehmen und zur Insel zurückbringen.
Cotta trifft kurz darauf ein und benachrichtigt den Besitzer der Insel, Charles Knox, er soll das System der Gitter abschalten. Victor Hugenay, der Justus das Geheimnis des Gemäldes erzählt hat, wird zusammen mit Brittany und dem Nachtschatten verhaftet.
Am nächsten Tag taucht Peter nach dem Rucksack. Als er und Bob bemerken, dass darin nur ein Medizinball vorhanden ist, werfen sie Justus ins Wasser.
Am Abend besuchen sie mit Julianne Wallace, die den echten Globus mitbringt, Charles Knox. Während dieser Peter eine warme Milch macht, begutachten die vier Feuermond, und Miss Wallace deckt mithilfe des Globusses die Anamorphose auf, und das Gemälde offenbart ein Gesicht – Victor Hugenay. Justus erklärt, dass Hugenay der verschollene Sohn Jaccards sei, der verhindern wollte, dass je jemand an dieses große Geheimnis kommt. Er hatte nie verstanden, warum man seinen Vater für ein bisschen Ölfarbe auf Leinwand bewunderte, und wurde deshalb zum Kunstdieb. Sein richtiger Name ist Ignace Chander Jaccard, was so viel wie „Feuermond“ bedeutet.
Hugenay bat Justus darum, das Geheimnis für sich zu behalten, was er auch tun wird.
Im letzten Kapitel findet die Zentrale ihren Platz auf dem Schrottplatz unter einem Schrottberg wieder.

## Trivia
- Ursprünglich lautete André Marx’ Arbeitstitel für den Roman „Götterdämmerung“, auch das Gemälde trug in der ursprünglichen Fassung diesen Namen. Marx schuf passend dazu eine über dem Ort Rocky Beach befindliche Weltuntergangsstimmung, mit der das Zusammentreffen von Hugenay und Justus atmosphärisch vorbereitet werden sollte. Allerdings stieß dieser Titel beim Kosmos-Verlag auf Widerstand, man hielt ihn für zu „erwachsen“ und brachte als Gegenvorschlag „Flammen über Rocky Beach“ ein, was allerdings von Marx als „grauenhaft“ empfunden wurde. Als Kompromiss einigten sich Verlag und Autor schließlich auf „Feuermond“ als neuen Titel.
- Im Buch erwähnt Miss Wallace, dass Lydia Cartier gestorben ist. Dabei handelt es sich um einen Verweis auf den 1997 erschienenen Roman Poltergeist, in dem die drei Fragezeichen Lydia Cartier als Auftraggeberin hatten.
- Im Hörspiel spricht Victor Hugenay im Rahmen eines Gesprächs mit Justus gute fünf Minuten, was es in diesem Rahmen bisher in der Reihe noch nicht gegeben hat.
- Louis de Funès’ berühmter Dialogwechsel „Nein!“ – „Doch!“ – „Oooh!“ zwischen de Funès und Bernard Blier aus der Filmkomödie Hasch mich – ich bin der Mörder von 1971 wird in Teil A des Hörspiels von Justus und Peter imitiert.
- Bei einer Buchbewertung auf der Fansite rocky-beach.com erhielt Feuermond den ersten Platz.[4]